# Tayeb Hamoudi
Tayeb Hamoudi (en arabe : طيب حمودي) est un footballeur algérien né le 10 février 1995 à Relizane. Il évolue au poste de milieu défensif au US Biskra.

## Biographie
Il évolue en première division algérienne avec son club formateur, le Paradou AC et l'US Biskra. Il dispute actuellement 60 matchs en Ligue 1.
Il participe à la Coupe de la confédération saison 2019-20 avec le Paradou. Il joue 8 matchs dans cette compétition africaine.

## Palmarès
Paradou AC
- Championnat d'Algérie D2 (1) :
  - Champion : 2016-17.